# Episodi di Thierry La Fronde (prima stagione)
La prima stagione della serie televisiva Thierry La Fronde è stata trasmessa in anteprima in Francia dalla RTF Télévision tra il 3 novembre 1963 e il 26 gennaio 1964.
| nº | Titolo originale            | Titolo italiano | Prima TV Francia | Prima TV Italia |
| -- | --------------------------- | --------------- | ---------------- | --------------- |
| 1  | Hors-la-loi                 |                 | 3 novembre 1963  |                 |
| 2  | Les compagnons de Thierry   |                 | 10 novembre 1963 |                 |
| 3  | Le sabot d'Isabelle         |                 | 17 novembre 1963 |                 |
| 4  | Le fléau de Dieu            |                 | 24 novembre 1963 |                 |
| 5  | Le trésor du prince         |                 | 1º dicembre 1963 |                 |
| 6  | Le filleul du roi           |                 | 8 dicembre 1963  |                 |
| 7  | La trahison de Judas        |                 | 15 dicembre 1963 |                 |
| 8  | Thierry et le fantôme       |                 | 22 dicembre 1963 |                 |
| 9  | La trêve de Pâques          |                 | 29 dicembre 1963 |                 |
| 10 | Ogham                       |                 | 5 gennaio 1964   |                 |
| 11 | Le duel des sept chevaliers |                 | 12 gennaio 1964  |                 |
| 12 | Les prisonniers             |                 | 19 gennaio 1964  |                 |
| 13 | Les compagnons à Paris      |                 | 26 gennaio 1964  |                 |